# Amana (Iowa)
Pour les articles homonymes, voir Amana.
Amana est une communauté non constituée en municipalité et une census-designated place du comté d'Iowa, en Iowa, aux États-Unis,. C'est une communauté intentionnelle qui fait partie des sept villages des colonies Amana.
Selon le recensement de 2020, la population d'Amana s'élevait à 388 habitants.